# Camilla Williams
Camilla Ella Williams (18 octobre 1919 à Danville – 29 janvier 2012 à Bloomington) est une chanteuse d'opéra soprano américaine. 

## Biographie
Camilla Ella Williams est née le 18 octobre 1919 à Danville (Virginie). Elle étudie au Virginia State College for Negroes (aujourd'hui Virginia State University) où elle réussit le diplôme d'enseignement musical en 1941. Elle commence donc à donner des cours mais elle va peu après bénéficier de dons lui permettant d'aller étudier l'art lyrique à Philadelphie avec Marion Szekely-Freschl, professeur à la Juilliard School.
Elle est la première Afro-américaine à signer avec une grande compagnie d'opéra, l'Opéra de New York, où elle interprète les rôles de Nedda (Paillasse de Leoncavallo), Mimi (La Bohème de Puccini) et Aïda. Elle s'était auparavant fait remarquer lors de concours de chant et avait remporté la bourse Marian Anderson en 1943. 
Elle donne des représentations à la Maison-Blanche et des récitals accompagnés par l'Orchestre de Philadelphie et l'Orchestre philharmonique de New York.
En 1954, elle tient un rôle majeur à l'Opéra de Vienne, puis elle apparaît en soliste auprès de nombreux orchestres européens. En tant que concertiste, elle part en tournée aux États-Unis, en Asie et en Océanie.
Elle milite en faveur des droits civiques et le 28 août 1963, elle chante l'hymne national américain, juste  avant le discours de Martin Luther King I Have a Dream, remplaçant au pied levé la célèbre cantatrice Marian Anderson. 
En 1977, elle est nommée professeure de chant à l'Université de l'Indiana, où elle enseigne jusqu'en 1997. 
Elle publie en 2011 son autobiographie : The Life of Camilla Williams, African American Classical Singer and Opera Diva. Elle meurt le 29 janvier 2012 à Bloomington (Indiana).